# Wasserbehälter (Mommenheim)

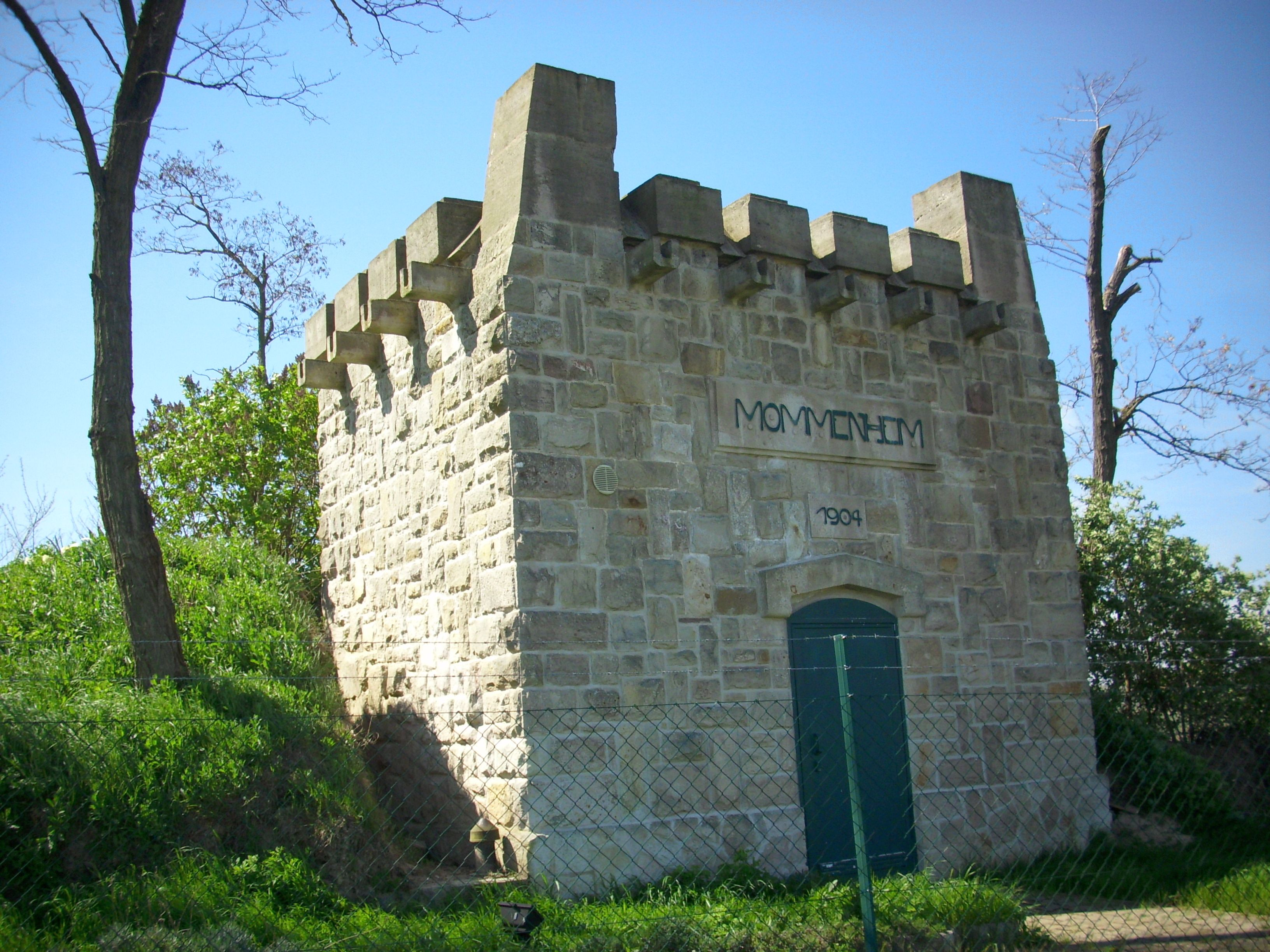
Wasserbehälter in Mommenheim

Der Wasserbehälter in Mommenheim, einer Ortsgemeinde im Landkreis Mainz-Bingen in Rheinland-Pfalz, wurde 1904 errichtet. Der Wasserbehälter westlich des Ortes in der Flur Am Endbergshohl ist ein geschütztes Kulturdenkmal.
Der kubische Typenbau in Formen des Jugendstils aus Sandstein-Bossenquadern mit Zinnenkranz ist mit der Jahreszahl 1904 bezeichnet. Die verstärkten Ecken enden in pylonenartigen Bekrönungen. Das Portal hat einen übergiebelten Sturz.
Das Bauwerk wurde nach Plänen des Architekten Wilhelm Lenz von der Großherzoglichen Kulturinspektion Mainz errichtet. Der Wasserbau-Ingenieur und Baubeamte Bruno von Boehmer entwarf und leitete von 1897 bis 1907 die Modernisierung der Wasserversorgung großer Teile Rheinhessens.